# Тъмръшка република
 Тази статия е за помашкото самоуправление.  За областта вижте Тъмръш.  За селото вижте Тъмръш (село).
С наименованието Тъмръшка република или Помашка република се означава опитът за обособяване на помаците от областта Тъмръш в Родопите в рамките на Източна Румелия или направо в състава на Османската империя. Тя просъществува от 1879 до 1886 година.
Макар и форма на местно самоуправление, това е първата република на територията на съвременна България.

## История
Представлява самоуправляваща се общност на помашки села, известни още като „Непокорните села“ и „Непредадените села“, в региона на Тъмръш, появила се след Руско-турската война от 1877 – 1878 г. Думата „република“ следва да се разбира в преносен, а не в юридически смисъл, тъй като родопските селища, включени в състава на Тъмръшката република, никога не са обявявали официално държавна независимост и не са получавали признание по реда на международното право.

### Предпоставки
Тъмръшката република се появява в напрегнат и динамичен исторически момент. Непосредствено след Руско-турската освободителна война в Родопите избухва и се развива тъй нареченото Сенклерово въстание, което продължава от февруари до май 1878 г.

### Обособяване
През 1879 година „непокорните села“ отказват да плащат данъци на правителството на османската автономна област Източна Румелия и ограничават достъпа до района. Причините за отцепването са комплексни, включително неприемане на доминирано от християни правителство в Източна Румелия, страхове от възмездие заради участие в потушаването на Априлското въстание в Перущица, Бойково и Дедово и подновяване на въоръжени сблъсъци (в района по време на войната е имало сражения на четата на Капитан Петко войвода с башибозушки формирования), стремеж към избягване на данъчна тежест.
Според родоповеда Васил Дечев конкретният повод Ахмед ага Тъмръшлията да се опълчи на управлението в Пловдив е кадрови конфликт. Околийски началник на Рупчоската околия в Родопите е местният родопчанин християнин от село Широка лъка Григор Попов, който се ползва с доверието както на християните, така и на земляците си помаци. Дечев твърди, че се очаквало помощник-околийски началник да бъде самият Ахмед ага от с. Тъмръш. Неочаквано новоназначеният от султана губернатор на Източна Румелия Алеко Богориди с указ № 3 от 29 май 1879 година уволнява Григор Попов и назначава непознатия на местните жители турчин Мехмед бей, преди това администратор в Карнобат. От своя страна новият околийски началник назначава собствения си брат Садък бей за съдебен комисар.

### Организация
Неформален водач на Тъмръшката република е Ахмед ага Тъмръшлията. Негов брат участва в потушаването на Априлското въстание (в Перущица и района) заедно с част от местното население и при настъпването на руската армия бягат с местните на юг. След затихване на военните действия от руска страна населението и агата с неговите подчинени се връщат в Тъмръш, отказвайки да плащат данъци както на Източна Румелия, така и на Османската империя.
Ахмед ага събира по-ниски данъци от румелийската и османската администрация, което допринася за разширяване влиянието на републиката. Тъмръшлиите контролират 13 рупчоски села и 4 махали, както и 5 пещерски села. През есента на 1880 година още 5 пещерски села и махали минават към Тъмръшката република.
На събрание на над 100 селски първенци в с. Триград през лятото на 1879 г. е избран съвет от 3 души:
- началник – Хасан ага от Триград,
- помощник-началник – хаджи Мустафа Кюлюнк от Беден,
- помощник-началник – молла Еюб от Мугла.

Избрани са и 2 души на следните длъжности:
- жандармерийски началник – Смаил ага (брат на Ахмед ага Тъмръшлията),
- ковчежник – неизвестен помак.

Събранието взема решение селата да не се подчиняват никому, а избраният съвет да ръководи живота на общността.
Неформален водач на рупчоските села остава Ахмед ага Тъмръшлията. Сформирана е жандармерия от 20 души, а на селските първенци е предоставена голяма полицейска, административна и съдебна власт. Столицата се мести, като първоначално е в Триград, а после в Настан, Михалково и други по-големи села.
Интересен факт е, че въпреки неофициалната независимост на село Тъмръш, правителството на Източна Румелия отпуска парична помощ за възстановяването на селото. Друг многозначителен факт е, че през 1880 г. някои от непокорните села допускат преброители за преброяване на населението в Източна Румелия.

### Преговори
На няколко пъти са водени преговори за преминаване под властта на Източна Румелия:
- 1880 година:
  - първенците принципно са съгласни да минат към Източна Румелия, но отказват да предадат властта и оръжието от страх да не бъдат нападани от комити, тъй като Родопите не били особено добре охранявани.
  - османската, българската и помашката страна се съгласяват новите 4 села да бъдат върнати на Източна Румелия.
- 1881 година – Османската империя тайно признава Ахмед ага Тъмръшлията и дава ордени на първенците с цел да прибере данъците им.
- 1882 година – Източна Румелия замразява процеса по присъединяване на Тъмръшката република.
- 1885 година – османски войски окупират Тъмръшката република.
- 1886 година – по силата на Топханенския акт Тъмръшката република е включена в състава на Османската империя.[2]